# Anolis spectrum
Anolis spectrum este o specie de șopârle din genul Anolis, familia Polychrotidae, descrisă de Peters 1863. A fost clasificată de IUCN ca specie cu risc scăzut. Conform Catalogue of Life specia Anolis spectrum nu are subspecii cunoscute.